# Храм Преображения Господня в Звёздном городке
Храм Преображения Господня — православный храм в посёлке Звёздный городок Московской области.

## История
Заложен 4 августа 2008 года, на день Равноапостольной Марии Магдалины. Проект храма разработан Родионом Исламовым. Храм представляет собой деревянную церковь высотой 39 м, площадью 212 м², выполненную в древнерусском стиле из ангарской сосны и кедра, без опорных колонн. Основание храма восьмиугольной формы. Иконостас высотой 15 м выполнен из кедра. Строение венчают тринадцать голубых глав: они символизируют Спасителя и его 12 апостолов. С двух сторон при входе в храм на памятных досках написаны имена космонавтов.
28 ноября 2010 года храм был освящён патриархом Кириллом и получил новый статус — патриаршее подворье храма Преображения Господня с окормлением Свято-Троицкой Сергиевой лавры.
С 2006 года настоятель храма Преображения Господня в Звёздном городке — игумен Иов (Талац). Являясь насельником Свято-Троицкой Сергиевой лавры, он благословляет все экипажи, улетающие в космос.

## Мощи Серафима Саровского
На корабле «Союз МС-02» на МКС доставлена частица мощей преподобного Серафима Саровского. Святыня передана по благословению Святейшего Патриарха Московского и всея Руси Кирилла. По словам представителя епархии — после окончания полёта, через 173 суток, частица мощей будет передана в Храм Преображения Господня в Звёздном городке для постоянного пребывания и поклонения верующих.